# Капитан Дабач
«Капитан Дабач» (чеш. Kapitán Dabač) — чехословацкий военный фильм 1959 года режиссёра Пальо Биелика по мотивам рассказа Владимира Минача.

## Сюжет
Капитан Дабач служащий в словацких частях гитлеровской армии, видя зверства фашистов однажды отказывается выполнять приказ и расстреливать беззащитное население маленькой украинской деревни. Немцы приговаривают Дабача к расстрелу, но ему удаётся бежать. Примкнув к партизанам в дни Словацкого национального восстания Дабач становится одним из его активных участников.

## В ролях
- Ладислав Худик — Владимир Дабач, капитан
- Хильда Аугустовичева — Надя Дабачова, его жена
- Здена Груберова — Надя Рыбанська, медсестра партизан
- Эло Романчик — Павел Гарай, командир партизан
- Цтибор Филчик — солдат Густав Сланец
- Мартин Тяпак — солдат Мато
- Ондрей Ярьябек — Борик
- Елена Рампакова — невестка Борика
- Эва Крижикова — Анка, внучка Борика
- Самуэль Адамчик — дед Михайло
- Эдуард Биндас — немецкий майор
- Йозеф Будский — подполковник
- Йозеф Ганусек — Зубор
- Бранислав Корень — Гранко
- Ян Климо — Попов, русский партизан

## Критика
Фильм имел большой зрительский успех, его посмотрели в кинотеатрах до 2 миллионов зрителей.

Авторы создали интересный и увлекательный фильм «Капитан Дабач». Это, безусловно, режиссёрская натура Пальо Биелика, полная естественной взрывчатости, с необычным чувством драматической краткости, который знает, как играть ситуации, с тревогой ждёт внутреннего ритма, концентрируется на импульсе и чередует образы, полные драматизма.
Особенно критики отмечали игру исполнителя главной роли актёра Ладислава Худика:

Ладислав Худик, актёр сдержанного, дисциплинированного, чисто кинематографического выражения, придал Дабачу цельность и решительность характера. Это сильный, решительный характер, в котором есть что-то от Чапаева — в своей плоскости…— Pavel Branko - Smrť kapitána Dabača // Film a divadlo, 1959, roč. 3, čís. 18, s. 7.

Худик смог необычайно пластично передать основные черты характера и большие внутренние колебания этого персонажа, правдоподобно указать на них посреди бурных действий, потому что резкое выпадение сюжета и экономный, где-то даже фрагментарный диалог не дает ему много возможностей для сложного анализа психических состояний. Но это трудное испытание типично киношной актёрской игры, в котором Худик в очередной раз честно прошел и показал, что словацкие актёры способны соответствовать требованиям камеры.— Agneša Kalinová — Pohľad zvnútra a pohľad zboku // Kultúrny život, 1959, roč. 14, čís. 35, s. 8.
Спустя полвека фильм по-прежнему остаётся популярным, киновед Мартин Циль писал — «на мой взгляд, это лучший словацкий художественный фильм до прихода режиссёров 60-х годов»:

Этот фильм не устарел. Конечно, с сегодняшней точки зрения это иногда наивен, возможно, слишком пафосен — как и другие успешные фильмы конца 50-х годов. Но он не использует никаких незаконных формальных уловок, в рамках возможностей времени он искренен и впечатляет. Создан с интересом и любовью к кинематографу.— Martin Ciel — Kapitán Dabač: «Smrť je hrozná len pre toho, komu sa chce žiť…» // Film a divadlo, 2006, čís. 3, s. 30 — 31.

Неизменно популярный «Капитан Дабач» выделяется не только как великолепно выполненная пьеса классической остросюжетной драмы, но и как необычайно тонкое психологическое изображение словацкого мужества под огнем.— из ретроспективной рецензии кинофестиваля «Viennale», 2019 год

## Награды
Специальный приз за художественный фильм на художественном конкурсе к 15-й годовщине образования Чехословацкой ССР.